# Corde tendue

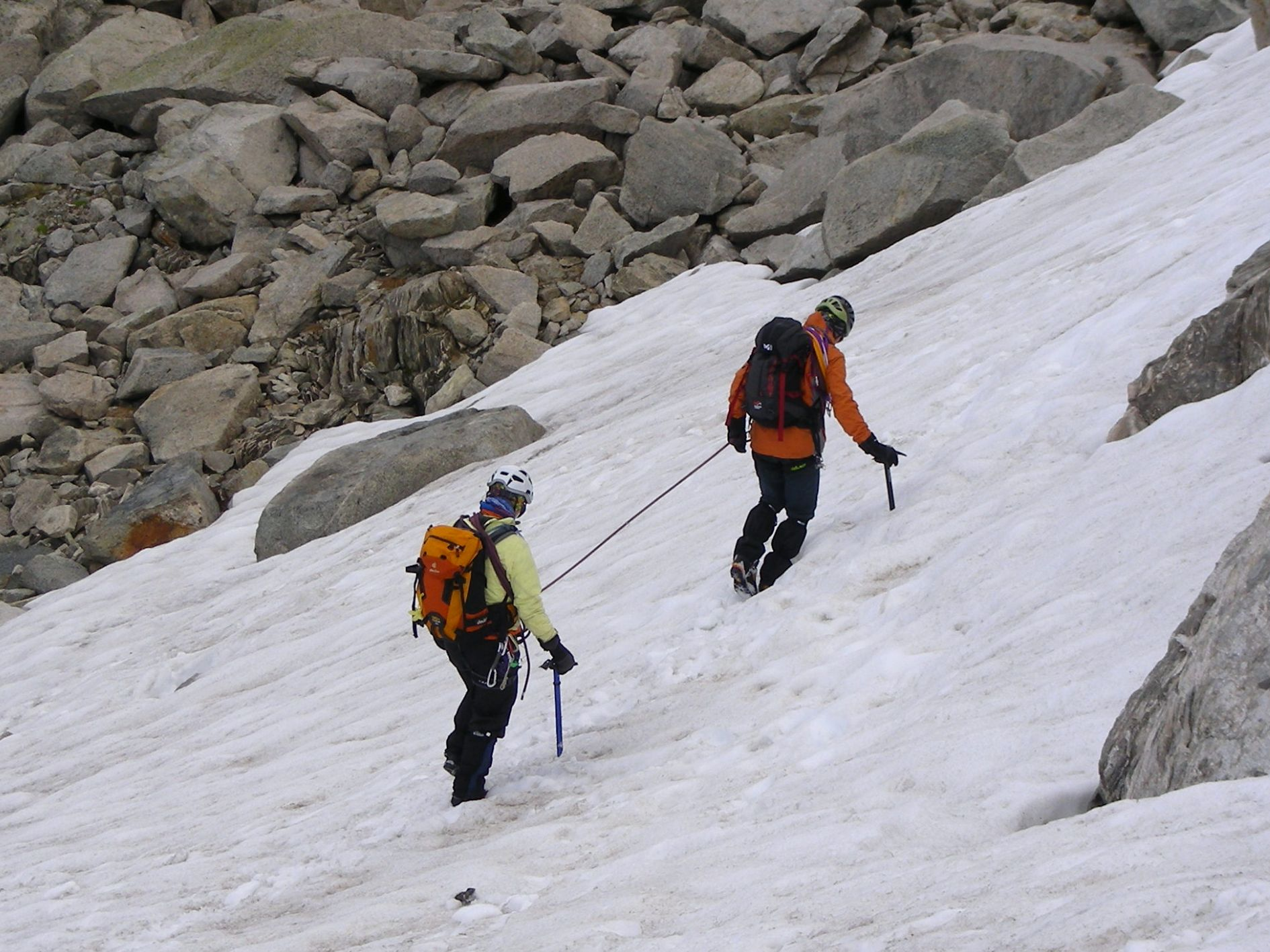
Progression de deux alpinistes à corde tendue

Une progression corde tendue est une progression en alpinisme ou plus rarement en escalade où les membres de la cordée progressent simultanément et au même rythme avec la corde tendue. Ce type de progression est souvent opposé à l'expression tirer des longueurs où l'un des participants de la cordée est à l'arrêt pour assurer la progression de l'un de ses compagnons de cordée.
La progression corde tendue n'est possible que dans du terrain relativement facile comme la traversée d'un glacier, une course d'arête ou de l'escalade glaciaire simple. La corde doit toujours être tendue afin de parer toute amorce de déséquilibre du second de cordée par le leader. Sur glacier, la corde tendue permet en outre aux alpinistes de ne pas marcher accidentellement sur la corde avec les crampons, avec le risque de la détériorer irrémédiablement.
Des protections peuvent être utilisées comme des broches à glace, des coinceurs ou des anneaux de sangle passés autour de protections naturelles (becquets, arbustes, etc).